# Трансфазовая передача
Трансфазовая передача — способность кровососущих членистоногих, переносчиков возбудителей инфекции, сохранять возбудителей при метаморфозе, в частности, от личинки — к нимфе и от нимфы к имаго.
Трансфазовая передача играет важную роль в поддержании очага трансмиссивной болезни, благодаря ей, заразившаяся личинка сохраняет возбудителей инфекции и на стадии имаго.
К трансфазовой передаче способны например многие клещи — временные эктопаразиты. Комары способны к трансфазовой передаче вирусов клещевого и японского энцефалита и других арбовирусов.